# دانیل مانگرانه
دانیل مانگرانه (کاتالونیایی: Daniel Mangrané؛ ۸ مارس ۱۹۱۰ – ۲۷ دسامبر ۱۹۸۵) تهیه‌کننده فیلم، فیلم‌نامه‌نویس، و کارگردان فیلم اهل اسپانیا بود.
از فیلم‌ها یا مجموعه‌های تلویزیونی که وی در آن‌ها نقش داشته‌است، می‌توان به جنگل شیطانی اشاره نمود.